# Emilio Fornieles
Emilio Fornieles (Tarrasa, provincia de Barcelona, 3 de agosto de 1975) es un pintor español y un artista multidisciplinar correspondiente al movimiento expresionismo figurativo. Es conocido por sus retratos con acrílico y polvo de tóner sobre maderas de gran formato. Comenzó su carrera profesional a inicios del 2007 con la exposición inaugurada por el Premio Nobel de Literatura José Saramago ubicada en la localidad granadina de Castril, formado por una serie de cuadros bajo la denominación Pintores con letra grande. El mismo José Saramago lo definió como "un artista autodidacta que no se avergüenza de serlo, que, movido por su propio genio, busca y encuentra caminos súbitamente nuevos”.

## Vida
Nació en Tarrasa, en agosto de 1975, pero la repentina muerte de su progenitor tres meses después de su nacimiento provocan su desplazamiento al sur a Lepe (Huelva), de donde su familia es originaria.

## Primeros trabajos
Después de una formación académica vinculada al dibujo técnico empezó a colaborar en estudios de arquitectura, pero rápidamente alternó su profesión cómo dibujante técnico en Edificación y Obra civil con su temprana vocación artística (muy vinculada al retrato). Surgió así su primera exposición en el Instituto Andaluz de la Juventud de Huelva en 2006, y también las primeras participaciones en certámenes de pintura. En 2006 resultó finalista en el “Premio Nacional de pintura XX Salón de Otoño de Huelva”. Aparecieron además sus primeras aportaciones artísticas, como el caso de su colaboración con la revista local Lepe Urbana. No sería hasta 2007 cuando su nombre irrumpió en el panorama artístico andaluz, como artista emergente, con la serie "Pintores con Letra Grande", inaugurada por el propio Saramago el 14 de julio de 2007 en su Centro homónimo de Castril La Peña. La serie fue premiada en 2007 por la Junta de Andalucía con el Primer Premio BecARTE, premio andaluz patrocinado por la Fundación Cajasol: BecARTE 2007.

## Etapa segunda
Posteriormente a esa primera serie surgieron otras como "Urban Landscapes" (2008) o "Angelitos Negros" (2009), series que también fueron premiadas en diferentes certámenes de pintura. En el caso de Urban Landscapes finalista en el Premio Nacional de Pintura de Torrevieja en Alicante, en cuanto a la obra Angelitos negros recibió el primer premio así como la mención de honor en la Bienal de Arte Contemporáneo Miguel Alonso de Tóvar, el primer premio de la Fundación de El Corte Inglés, en Huelva. Así también como otros galardones en otros certámenes del panorama nacional emergente (Fundación Cajasur o Mútua de Granollers, entre otros…). La serie es presentada a través de la Diputación Provincial de Huelva, catalogada y expuesta por primera vez al completo en el Museo Provincial, Sala Siglo XXI en 2010.
Cronológicamente, sucedieron otras series tanto a color (Flores del Lupanar 2013, oda a la prostitución), como más series en blanco y negro con polvo de tóner como pigmento, es el caso de Proceso Etopéyico 2010 (segunda y única vez que un artista andaluz obtuvo nuevamente el Primer Premio BecARTE, patrocinado por la Junta de Andalucía y la Fundación Cajasol), la serie de olas The Wave (2013), así como creaciones en otros formatos como los retratos monocromáticos y miniaturizados interiormente en probetas de laboratorio de cristal llamado Esencias de La Luz (2013), un proyecto presentado con la Diputación Provincial de Huelva en ARCOMadrid 2013 (La Luz dentro del Tiempo), o la continuación de esta serie y versión de la misma con retratos de autores alemanes en The Essence (2013) para la presentación de su obra (con el patrocinio y difusión de la Embajada de España en Berlín) por primera vez en Alemania.
Su serie más reciente fue la denominada Black Serie / B.Sides en 2014, donde el autor tomó reminiscencias renacentistas y barrocas para abordar aspectos tan naturales como el amor, la pasión y las relaciones sexuales entre el ser humano.
La serie fue presentada en la Feria de Arte Contemporáneo Internacional de Berlín Berliner Liste 2014, la semana de Arte Contemporáneo Internacional de Colonia Kölner Liste 2015, y recientemente presentada también en Praga, en República Checa bajo el patrocinio y difusión de la Embajada de España, el Instituto Cervantes y Le Palais Art Hotel, en su presentación en la República Checa.
En 2016 tomaría parte en la Feria Nacional de Arte Cultur3Club, en Gijón, Asturias (España), siendo condecorado con el Premio Winsor&Newton a la mejor obra de la Feria, un políptico de 260 piezas y a la vez pintura estereoscópica para la serie "Rodion Tagebuch" (en alemán: "El diario de Rodión"), una serie alegórica a la novela "Crimen y Castigo" de F. Dostoyevski.
Un año más tarde tomaría parte en la feria internacional de arte danesa BREDGADE OPEN 2017, en Copenhague (Dinamarca), dentro de la exposición Summertime 17, ́ The Big Anual Group Show de la galería Christoffer Egelund, una de las más prestigiosas del país escandinavo. En la apertura del evento realizaría una action painting en menos de una hora y al revés pintado: el retrato del músico y compositor australiano Nick Cave, ante un público congregado de unas 450 personas. El propio Nick Cave felicitaría más tarde al artista andaluz personalmente por escrito. 
En 2018, el artista sería invitado para tomar parte en un evento institucional organizado por la Embajada de la Rep. Checa en Berlín. Concretamente el centenario de la creación de la ex Checoslovaquia, «Masaryk y Jerusalén: Una noche de celebración de la amistad checo-israelí», donde Fornieles presentaría la obra "Tomas", un retrato de T.G. Masaryk realizado mediante la técnica de acrílico y polvo de tóner sobre madera.
Sería 2018 también el año en que Fornieles volvería a España una vez más para realizar una exposición individual, esta vez con carácter retrospectivo en la galería madrileña Galería de Arte David Bardía. En octubre de ese mismo año el artista haría entrega personal en el Palacio de La Zarzuela del Retrato de S.M. El Rey Felipe VI mediante donación personal.
2019 supondría para Fornieles el culmen a su carrera internacional, previo a los años de Pandemia, con la elección de su trabajo para representar el arte emergente español en la II Semana Española en Bratislava (Eslovaquia). Una semana cultural organizada por la Cámara de Comercio Hispano-eslovaca entre otras instituciones y patrocinadores con el fin de promocionar y enaltecer la cultura española en el país. El artista realizaría una exposición individual retrospectiva en el histórico Pistoriho Palac de la capital y cerraría la misma con un espectáculo en vivo, una action painting con espectáculo flamenco en el Teatro Wüstenrot.
2020 supondría también un año especial para el artista pese a las restricciones culturales sucedidas durante la Pandemia. Ese año su obra sería expuesta en la quinta planta del famoso e internacionalmente reconocido centro de compras KaDeWe (Kaufhaus des Westens), el más grande de Europa y situado en el oeste de Berlín. Su obra colgaría en el departamento de Arte Contemporáneo de la mano de la Casa de subastas Dannenberg, junto a obra original de J. Miró, Damien Hirst o Chagall entre otros.
En septiembre de 2021 su obra "The Englishman" de la serie "The Decadents", sería seleccionada en la selección final de obras expuestas para el Premio Reina Sofía en el Centro Cultural Casa de Vacas en el Parque del Retiro.
Desde 2021 reside y desarrolla su obra en la histórica ciudad sajona de Meissen, la ciudad de la Porcelana, pionera en toda Europa desde hace más de 300 años y que pronto cumplirá sus 1.100 años de historia. Ciudad que ostenta entrar a formar parte del Patrimonio de la Humanidad. En los dos últimos años de estancia en Sajonia Fornieles ha realizado multitud de eventos artísticos. 
2023 comenzó con la apertura de su nuevo espacio Galeria y Taller. Siguieron en la primavera de este año su selección para formar parte de la exposición de creativos de Sajonia „Made in Saxony“ en el Museo Industrial de Chemnitz (antigua ciudad Carlos Marx) siendo el único artista comunitario seleccionado para esta muestra de artistas, diseñadores, ingenieros, escritores, arquitectos y creadores de distintas disciplinas en una muestra de gran resonancia en toda la región.
Ese año de celebración picassiana, el artista andaluz rindió por 3 veces homenaje a Pablo Picasso. Primero con un workshop con los niños y adolescentes de las escuelas de primaria e institutos de la ciudad de Meissen; una intervención en el exterior con palomas de la paz en la calle más antigua de la ciudad. Más de 300 palomas tanto en 2D como en 3D realizadas con cartulinas por los niños y niñas de la ciudad. Un segundo homenaje fue el tributo a Picasso con el proyecto „El Pintor y la Paloma“, durante la noche de los Museos. Un action painting con Rebeca Ortega Flamenco Show en el Museo Histórico de la ciudad, la antigua iglesia franciscana de la localidad hoy convertida en Museo. El proyecto fue patrocinado por el AECID, la Embajada de España en Berlín, Sparkasse y la Ciudad de Meissen.
Como tercer y último tributo: la serie „Les quatre Saisons“, cuatro retratos a óleo de distintas épocas del pintor malagueño realizados de forma inusual sobre las espaldas de platos auténticos de la Fábrica Estatal de Porcelana de Meissen.
En 2022 el artista aún tuvo la oportunidad de desarrollar una serie especial de bocetos a carboncillo y sobre cartulinas denominada "Bravos!". Una peculiar mirada al mundo de la tauromaquia con especial enaltecimiento de la figura del toro.  
En el último trimestre de 2023 el artista tomó parte en una exposición de los artistas de la Görnische Gasse en el Museo Histórico de Meissen. En el mismo durante el periodo de la exposición el artista fue invitado a dar una conferencia sobre su obra allí expuesta.
El 17 de noviembre de 2023 el Señor alcalde Mayor Olaf Raschke así como el alcalde de la Ciudad de Meissen el Señor Markus Renner inaugurarían su muestra retrospectiva „Made in Deutschland“ en su propio espacio artístico y cultural. Una exposición de las series realizadas en suelo alemán. Sobre este evento existe un Podcast en línea de Onda Madrid en la que Fornieles sería entrevistado por Nieves Herrero.
En enero de 2024 el artista volvería a realizar un proyecto altruista en School for Life con los 142 niños de la escuela. El resultado fue nuevamente una exitosa y a la vez gigantesca obra de 300x300 cm que de forma alegórica une a los dos países: la representación de un elefante en aguas del río Elba con el Albrechtsburg de fondo. Un tributo al fundador del proyecto School for Life Jürgen Zimmer.
2024 ha sido también un año productivo. Nuevas series esta vez tributo a sus raíces: Andalucía. Series como "Verde que os quiero verde" o "green essences" son un homenaje explícito a los andaluces, a su cultura y a su idiosincrasia.

## Obra
Su obra seriada (excluyendo obra puntual) comprende:
- "Apología sobre el ser humano moderno", (2006).
- "Pintores con Letra Grande", (2007)
- "Urban Landscapes", (2008).
- "Angelitos Negros", (2009).
- "Proceso Etopéyico", (2010).
- "Notas con Melodrama", (2011).
- "The Wave", (2012).
- "Flores del Lupanar", (2013).
- "Esencias de la Luz", (2013).
- "The Essence", (2013).
- "Black Serie / B-Sides", (2014).
- "Rodions Tagebuch", (2016)
- "Berlin, echt!", (2017)
- "Riesen auf Espedrillen", (2017)
- "Soul Landscapes", (2018)
- "Paradise City", (2020)
- "The Decadents", (2021)
- "Papers", (2022)
- "Bravos!", (2023)
- "Les Quatre Saisons", (2023)
- "Verde que os quiero verde", (2024)
- "green essences", (2024)

## Producción del artista
Además de su intensa producción plástica en un corto espacio de tiempo, su celeridad para pintar retratos generó un estilo personal para crear cualquier obra en vivo, en contacto directo con el público: retratos de gran formato con su técnica particular con pintura plástica y polvo de tóner en una hora, combinando el espectáculo con otras artes escénicas en una Performance que él denomina Action Painting. 
Espectáculos como los Homenajes a Enrique Morente en las Cuevas del Sacromonte de Granada o en el Foro Iberoamericano de La Rábida con Los Evangelistas (miembros de Los Planetas y Lagartija Nick) además de los recientes: el retrato de Franz Kafka en el 100° Aniversario de La Metamorfósis, así como el retrato de Karel Gott en Le Palais Art Hotel de Praga o los realizados en la capital alemana donde actualmente reside, en el 25 Aniversario del Hermanamiento entre Madrid y Berlín y la Action Painting en la Inauguración de la Feria de Arte Contemporáneo Internacional Berliner Liste 2014.

## Premios
- Galardonado en 2016 con el Premio Winsor & Newton en la Feria de Arte Contemporáneo Cultur3 Club (Gijón, España).
- Galardonado en 2014 por el ayuntamiento de Lepe, con uno de los Premios Lepe de Turismo en la categoría Premio Embajador de Lepe.[20]
- Galardonado, en 2010, por el Instituto Andalúz de Juventud y la Fundación Cajasol con el primer premio BecARTE 2010, con su serie de autorretratos "Proceso Etopéyico".
- Galardonado, en 2009, por el ayuntamiento de Higuera de La Sierra (Huelva) con el primer premio además de la mención especial en la XIV Bienal Internacional de Arte Contemporáneo "Miguel Alonso de Tovar".
- Galardonado, en 2009, por la Fundación El Corte Inglés e Hipercor con el primer premio Arte Joven 2009, con "Angelitos Negros".
- Galardonado, en 2007, por el Instituto Andalúz de Juventud y la Fundación Cajasol con el primer premio BecARTE 2007, con su serie "Pintores con Letra Grande".